# الحق في الاقتباس
الحقّ في الاقتباس أو حق الاقتباس هو أحد قيود واستثناءات على حقوق التأليف والنشر وُضع بموجب المادة 10 من اتفاقية برن لحماية المصنفات الأدبية والفنية والتي تنص على: "يكون الاقتباس جائزاً... على أن يتوافق ذلك مع الممارسة العادلة، ولا يجوز أن يتجاوز مقداره ما يبرره الغرض". كانت هذه المادة موجودة بالفعل بصيغة مختلفة في مراجعة المعاهدة عام 1908.

## التطبيق
تتضمن التشريعات الوطنية عادة حدود اتفاقية برن في إحدى المتطلبات التالية أو أكثر:
- أن تكون الفقرات المذكورة ضمن الحد المعقول (يختلف من بلد إلى آخر)،
- وضعت علامة واضحة على أن الفقرة هي اقتباس ومشار إليها بالكامل،
- العمل الجديد الناتج ليس مجرد مجموعة من الاقتباسات، ولكنه يشكل عملاً أصليًا بالكامل في حد ذاته.

في بعض البلدان، قد يكون الاستخدام المقصود من العمل (تعليمي، علمي، محاكاة ساخرة، إلخ) عاملاً يحدد نطاق هذا الحق.

## أوروبا
يعدّ حق الاقتباس أمراً مهماً بشكلٍ خاص في قانون حقوق الطبع والنشر في أوروبا القارية، حيث يغطي بعض الممارسات المعروفة في أماكن أخرى باسم المعاملات العادلة. يعمل القضاء الأوروبي تدريجياً على زيادة عدد الاستخدامات المسموح بها بموجب حق الاقتباس، مع بعض القيود. 

### فرنسا
في فرنسا، من غير القانوني إعادة إنتاج عمل شخص ما دون موافقته. لكن إذا كان العمل منشوراً، أي لم يعد يُحرَّر أو يُعدّل قبل الإصدار، فإن الاقتباسات الصغيرة منه تكون قانونية.

### ألمانيا
في ألمانيا، وُسّع حق الاقتباس بشكلٍ كبيرٍ لأغراض البحث، وقد يشمل الأعمال الكاملة (كالنصوص أو الصور أو الموسيقى أو مقاطع الفيديو).

### بولندا
في بولندا، يسمح "حق الاقتباس" باقتباس مقتطفات من الأعمال والأعمال الصغيرة ككل، بشرط أن يكون ذلك مُبرَّراً بالتدريس أو المراجعة أو الشرح أو التحفيز الكاريكاتيري.